# Афцелия африканская
Афцелия африканская, или афзелия африканская (лат. Afzelia africana) — вид деревьев из семейства Бобовые. Произрастает в Западной и Центральной Африке.
Взрослые деревья достигают высоты от 10 до 20 метров, которые произрастают, как правило, в саваннах и в сухих листопадных и галерейных лесах. Они ценятся своей качественной древесиной, кора применяется в лекарственных целях, а листья, богатые азотом, зачастую используются в качестве удобрений.
Афцелия африканская является одним из основных материалов для изготовления джембе — западноафриканских барабанов, имеющих форму кубка с открытым узким низом и широким верхом. В Средневековье её древесина использовалась при кораблестроении. В 2008 году из 38 тонн этого материала была изготовлена копия корабля арабов, названная «Jewel of Muscat», которая использовалась для реконструкции морского путешествия IX века из Омана в Сингапур.
Семена этого дерева пользуются большим спросом для создания украшений и оберегов. Часто используются в качестве ожерелья или в виде брелоков.
Вид занесён в Красную книгу Международного союза охраны природы как уязвимый.